# Blazer (pansar)

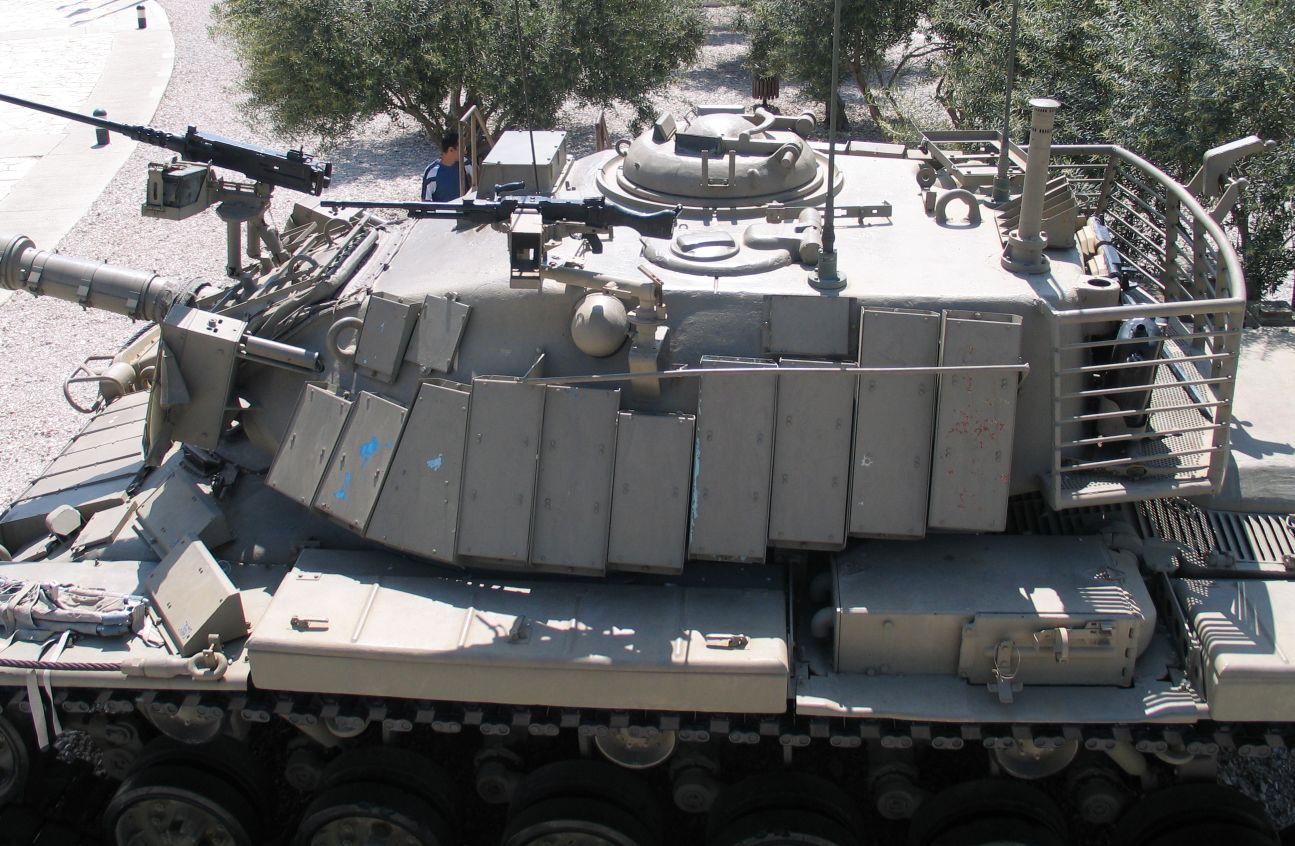
Magach 6 med Blazer-pansar

Blazer är ett reaktivt pansar tillverkat av det israeliska företaget RAFAEL.

## Bakgrund
I oktoberkriget led de israeliska pansarförbanden stora förluster i Sinaihalvön då de mötte egyptiska trådstyrda pansarvärnsrobotar av typen 9K11 Maljutka. Till en följd av detta började olika projekt för att höja skyddsnivån på de israeliska stridsvagnarna. Ett av projekten kretsade kring möjligheterna att skapa ett reaktivt pansar som skyddar mot granater med riktad sprängverkan. Dessa granaters pansarbrytande förmåga påverkas inte nämnvärt av projektilens hastighet, varför de lämpade sig bra för infanteriburna pansarvärnsvapen. Resultatet blev Blazer, som var det första reaktiva pansaret som kom i aktivt bruk.

## Funktionssätt
Blazer består av kassetter med sprängämne i som fästs på stridsvagnen. Sprängämnet detonerar vid träff av granater med riktad sprängverkan, och minskar på så sätt deras effekt genom att explosionen splittrar sprängstrålen.

## Användning
Blazer har sedan det introducerades använts på de flesta tyngre pansarfordonen i israelisk tjänst, bland annat på Magach-vagnarna och Tiran-serien. Det har även exporterats, bland annat har USA:s marinkår använt Blazer på sina M60 Patton.
I israelisk tjänst har Blazer använts i Libanon under Operation Fred i Galiléen samt de efterföljande striderna. Pansaret har också använts under Israel-Palestina-konflikten.
En erövrad Magach med komplett Blazer-pansar överlämnades av Syrien till Sovjetunionen, och kan där ha påverkat utvecklingen av sovjetiskt reaktivt pansar.

## Funktionssäkerhet
Pansaret gav vid introduktionen ett gott skydd mot granater med riktad sprängverkan, men har med tiden blivit omodernare. Det faktum att det är enkelradigt gör att det inte erbjuder skydd mot moderna granater med tandemstridsspetsar. I likhet med andra första generationens reaktiva pansar erbjuder den lite eller inget extra skydd mot pilprojektiler.